# ۳-هیدروکسی‌ایزوبوتیریک اسید
۳-هیدروکسی‌ایزوبوتیریک اسید (به انگلیسی: 3-Hydroxyisobutyric acid) با فرمول شیمیایی C۴H۸O۳ یک هیدروکسی اسید با شناسه پاب‌کم ۸۷ است  . هیدروکسی اسیدها گروهی از اسیدهای کربوکسیلیک هستند که یک گروه عاملی هیدروکسیل به آنها افزوده شده است. جرم مولی آن ۹۰٫۰۸ g/mol می‌باشد. 